# ラズ・モハマッド・パクティン
ラズ・モハマッド・パクティン（Raz Mohammad Pakteen、1938年 - ）は、アフガニスタンの政治家。

## 経歴
パクティヤー州ズルマト市の農家に生まれる。アフガニスタン人民民主党、ハルク派。
1959年、カーブル教育大学、1969年、モスクワ・エネルギー大学、1977年、モスクワ・エネルギー大学の大学院を卒業。1969年～1973年、1977年～1978年、カーブル工科大学の講師。
四月革命後の1978年6月5日、水資源・エネルギー第一次官。1978年7月～1979年12月、駐ソ大使。
1982年5月15日～1990年、水資源・エネルギー相。アフガニスタン人民民主党中央委員会委員、革命軍事会議議員。1990年～1992年、内務相。
1992年、ロシアに亡命し、モスクワに在住。

## パーソナル
妻帯、3児を有する。工学科学準博士。英語とロシア語を話す。